# Denonville (canton)
Pour les articles homonymes, voir Denonville (homonymie).
Denonville est un canton canadien de l'est du Québec situé dans la municipalité régionale de comté de Rivière-du-Loup dans la région administrative du Bas-Saint-Laurent.  Il fut proclamé officiellement le 20 juillet 1861.  Il couvre une superficie de 12 545 hectares.

## Toponymie
Le toponyme Denonville est en l'honneur du gouverneur de la Nouvelle-France Jacques-René de Brisay, marquis de Denonville (1637-1710).